# Kraj Gornji (Marija Gorica)
 Kraj Gornji  falu Horvátországban Zágráb megyében. Közigazgatásilag Marija Goricához tartozik.

## Fekvése
Zágrábtól 25 km-re északnyugatra, községközpontjától  3 km-re északra, a Szutla völgyében, a szlovén határ mellett fekszik. Itt halad át a Zágráb-Kumrovec vasútvonal. A település északi része Dubravica, déli része Marija Gorica községhez tartozik.

## Története
A falunak 1857-ben 298, 1910-ben 486 lakosa volt. Trianon előtt Zágráb vármegye Zágrábi járásához tartozott. 1991-től a Marija Goricához tartozó részt külön számítják. 2011-ben ennek a résznek 145, míg a Dubravicához tartozó résznek 169 lakosa volt. 

## Lakosság
| Lakosság változása | Lakosság változása | Lakosság változása | Lakosság változása | Lakosság változása | Lakosság változása | Lakosság változása | Lakosság változása | Lakosság változása | Lakosság változása | Lakosság változása | Lakosság változása | Lakosság változása | Lakosság változása | Lakosság változása | Lakosság változása |
| ------------------ | ------------------ | ------------------ | ------------------ | ------------------ | ------------------ | ------------------ | ------------------ | ------------------ | ------------------ | ------------------ | ------------------ | ------------------ | ------------------ | ------------------ | ------------------ |
| 1857               | 1869               | 1880               | 1890               | 1900               | 1910               | 1921               | 1931               | 1948               | 1953               | 1961               | 1971               | 1981               | 1991               | 2001               | 2011               |
| 0                  | 0                  | 0                  | 0                  | 0                  | 0                  | 0                  | 0                  | 0                  | 0                  | 0                  | 0                  | 0                  | 0                  | 157                | 145                |

## Nevezetességei
Védett épület a Voćarska utcában álló régi népi építésű fa lakóház. A hagyományos ház a falu szélén, a bekötőúthoz képest kiemelkedő helyen található. A ház mellett melléképületek (istálló, szénapajta, disznóól, kút) állnak. Az 1921-ben épült ház egy földszintes épület, mely alatt pince található. A belső térből kiemelkedik a tetején lévő, kerámialapokkal bélelt falazott kályha, mely dombornyomásos motívumokkal (szőlőfürt, kalász) van ellátva.